# Clinopodes intermedius
Clinopodes intermedius är en mångfotingart som beskrevs av Darabantu och Matic 1969. Clinopodes intermedius ingår i släktet Clinopodes och familjen storjordkrypare.
Artens utbredningsområde är Rumänien. Inga underarter finns listade i Catalogue of Life.